# Яковлев, Григорий Васильевич
Григорий Васильевич Яковлев (17 апреля 1913 — 27 марта 1960) — участник  Великой Отечественной войны, полный кавалер  ордена Славы.

## Биография
Родился 17 апреля 1913 в селе Матвеевка (или Князевка; Саратовская область) в крестьянской семье. После окончания 4 классов, работал комбайнёром. В 1934—1937 проходил срочную службу в  Красной Армии. В июле 1941 вновь призван в Красную Армию, однако уже в августе 1941 года был ранен. В 1943 стал членом ВКП (б). 14—15 декабря 1943 в боях возле станции Блохи, успешно отбил несколько контратак противника. 11 января 1944 награждён  орденом Славы 3-й степени (награда не была вручена). 25 июня 1944 в бою возле села Куршея (Белоруссия), минометным огнём, отразил атаку вражеских автоматчиков, при этом уничтожил 10 солдат противника и один противника. 28 июня 1944, уничтожил вражеский пулемёт. 21 июля 1944 во время отражения вражеской контратаки, уничтожил около 20 военнослужащих противника и 2 гранатомёта. 1 августа 1944 награждён орденом Славы 3-й степени. 20 января 1945 а боях возле Роггена (Польша), во время отражения вражеской контратаки, его взвод уничтожил: около взвода вражеских пехотинцев и один пулемёт. 1 февраля 1945 уничтожил около 10 немецких солдат, во время этого боя был ранен, но оставался в строю до окончания боя. 27 марта 1945 награждён  орденом Славы 2-й степени. 1 мая 1945 во время боя за Виттенберг (Германия), его взвод, уничтожил крупнокалиберный пулемёт и рассеял группу вражеских автоматчиков. 29 июня 1945 награждён  орденом Славы 1-й степени. После демобилизации в 1945, работал механизатором в родном колхозе. Умер 27 марта 1960.

## Награды
- Орден Славы I степени (29 июня 1945 № 319)
- Орден Славы II степени (27 марта 1945 № 13563)
- 2 ордена Славы III степени (10 января 1944 и 1 августа 1944 № 142436)
- Медаль «За боевые заслуги» (20 февраля 1943)
- так же ряд прочих медалей